# François Fillon
François Charles Amand Fillon (Le Mans, Sarthe, 4 de março de 1954) é um político francês. Foi primeiro-ministro do seu país, sempre durante a presidência de Nicolas Sarkozy (17 de maio de 2007 a 10 de maio de 2012). Fillon é membro do partido Les Républicains (antigo UMP) e foi candidato do seu partido às eleições presidenciais francesas de 2017 (vencidas por Emmanuel Macron), tendo sido eliminado já no primeiro turno.

## Biografia
François Fillon é filho da historiadora basca Anne Soulet (1932-2012) e do notário Michel Fillon (1929). Mais velho de quatro filhos, François Fillon cresceu na pequena cidade de Cérans-Foulletourte, em Sarthe.
Estudou na Universidade de Maine, onde concluiu seu mestrado em Direito Público em 1976. No ano seguinte, obteve um Diploma de Estudos Aprofundados (DEA) da Universidade Paris-Descartes, também em Direito Público.
Em 1979, casou-se com a galesa Penélope Kathryn Clarke, com quem viria a ter cinco filhos: Marie (1982), Charles (1984), Antoine (1985), Édouard (1989) e Arnaud (2001).

## Carreira política
Admirador de Charles de Gaulle, François Fillon se torna militante gaullista a partir de 1974, aproximando-se também da direita católica francesa. Em 1976, tornou-se assistente parlamentar do deputado Joël Le Theule, de seu departamento natal de Sarthe. Com o falecimento de Joël Le Theule, em dezembro de 1980, François Fillon começa progressivamente a ocupar os cargos que antes pertenciam a seu mentor. Em junho de 1981, aos 27 anos de idade, ele é eleito deputado pela 4ª circunscrição de Sarthe, sendo o parlamentar mais jovem da legislatura. Fillon ocuparia a função de deputado dessa circunscrição por sete legislaturas ao longo de sua vida, tendo sido eleito pela última vez em 2007.
No parlamento, se aproximou do deputado Philippe Séguin, ao lado de quem participa do "Círculo", um grupo de deputados liberais ou partidários do gaullismo social.
Em 1983, Fillon é eleito prefeito de Sablé-sur-Sarthe, acumulando essa função com suas atividades parlamentares.
Foi ministro do Trabalho no governo de Jean-Pierre Raffarin, em 2002. Nessa ocasião, implementou várias reformas controversas, como a flexibilização das 35 horas de trabalho semanal e a reforma do sistema de aposentadoria. Tornou-se ministro da Educação em 2004, e propôs a muito debatida Lei Fillon na Educação. Em 2005, não foi incluído no recém-formado governo encabeçado por Dominique de Villepin, mas foi eleito senador de Sarthe. O seu papel como conselheiro político na campanha eleitoral de Sarkozy valeu-lhe o lugar de chefia do governo.
François Fillon foi o único primeiro-ministro dos cinco anos da presidência de Nicolas Sarkozy. Nessa função, liderou formalmente três governos. Seu primeiro governo durou apenas um mês, de 18 de maio de 2007 a 18 de junho do mesmo ano, pois, seguindo a tradição francesa, o primeiro-ministro apresenta sua carta de demissão ao presidente no dia seguinte às eleições legislativas. Sarkozy reconduziu-o ao cargo em seguida. Seu segundo governo durou de 18 de junho de 2007 até seu pedido de demissão, em 13 de novembro de 2010, motivado pelo desejo de realizar reformas profundas no quadro ministerial. No dia seguinte, o presidente da república indigitou-o para formar novo governo. O terceiro governo de Fillon durou de 14 de novembro de 2010 a 10 de maio de 2012.

## Polêmicas
A carreira parlamentar de François Fillon não foi livre de polêmicas: ainda em 1981, seus primeiros meses de mandato foram marcados pelo seu voto contra a despenalização da homossexualidade. Tal posição causou controvérsia principalmente porque Joël Le Theule, o mentor político de Fillon e de quem ele assumira a cadeira de deputado, era notoriamente homossexual. Posteriormente, voltaria a criticar a comunidade homossexual, posicionando-se contra a união civil homoafetiva em 1999, e mais recentemente declarando apoio às manifestações contra a adoção por casais do mesmo sexo.
Apesar de atualmente defender o fortalecimento da União Europeia, quando ainda era deputado Fillon se mostrou crítico do projeto de integração continental. Seguidor de Philippe Séguin e defensor da concepção gaullista de uma "Europa das nações", Fillon votou contra o Tratado de Maastricht em 1992.
Em agosto de 2016, Fillon causou certo alvoroço na comunidade de descendentes de imigrantes africanos após descrever a relação da França com suas colônias como sendo baseada em "trocas culturais", negando que os franceses devessem se envergonhar do processo de colonização da África. Em setembro do mesmo ano, foi acusado de islamofobia após publicar um livro intitulado Vencer o totalitarismo islâmico, no qual expõe suas visões sobre a luta antiterrorismo. Segundo Fillon, tal publicação teria sido motivada pelo atentado de julho de 2016 em Nice.
Durante a campanha da eleição presidencial francesa de 2017, o jornal Le Canard Enchaîné divulgou que François Fillon teria contratado a própria esposa, Penelope Fillon, como sua assessora parlamentar entre 1998 e 2002, e depois como assessora de seu suplente, Marc Joulaud, de 2002 a 2007. Em seu artigo, o periódico afirma suspeitar de que se tratava de um emprego fictício, e que a esposa de François Fillon receberia salário sem trabalhar. O candidato confirmou que contratou sua própria esposa, e ainda afirmou que dois de seus filhos teriam lhe prestado serviços enquanto ocupava a função de deputado. Contudo, Fillon defendeu-se negando qualquer irregularidade nas práticas e rejeitando a ideia de que sua esposa teria sido uma funcionária-fantasma.

## Candidato a presidente
François Fillon foi o primeiro membro do seu partido a anunciar sua candidatura à presidência da república, mais de quatro anos antes do escrutínio, em janeiro de 2013. Como candidato, Fillon apresentou um programa político de cunho liberalizante, tendo sido comparado a Margaret Thatcher pela mídia francesa. Após ficar por meses mal posicionado nas pesquisas de intenção de voto, Fillon chegou em primeiro lugar no primeiro turno das primárias abertas de seu campo político, no dia 20 de novembro de 2016. Tornou-se o candidato oficial de seu partido após vencer o segundo turno das prévias, derrotando o candidato Alain Juppé no dia 27 de novembro de 2016.